# 굿타임 (영화)
《굿타임》(영어: Good Time)은 2017년 8월 개봉한 미국의 범죄, 드라마 영화이다. 사프디 형제가 감독을 맡았으며, 조슈아 사프디와 로널드 브론스틴이 각본을 맡았다. 2017 칸 영화제 경쟁 부문 진출작이다.

## 줄거리
코니 니커스는 지적장애가 있는 동생 닉을 정신과 상담의로부터 데려온다. 그리고 비참한 뉴욕을 떠나 새로운 삶을 찾기 위해 은행 강도를 계획한다. 둘은 흑인 얼굴 마스크를 쓰고 동네 은행을 털어 2만 달러를 가지고 도주하지만, 돈가방에 든 염색약이 터져 시뻘건 액체를 뒤집어 쓴다. 건물 화장실에서 겨우 씻어내고 돈가방을 숨기고 나오지만 경찰의 불심검문에 걸려 도주하게 된다. 코니는 빠져나왔으나 닉은 체포되어 구치소에 수감된다.
코니는 보석금을 내고 뒷거래를 해서 동생을 빼내오려 하지만, 훔친 돈이 염색약으로 못 쓰게 되는 바람에 1만 달러가 부족해진다. 코니는 여자친구 코리에게 간청해서 그녀의 엄마 카드를 훔쳐 돈을 메우려고 하나, 닉은 구치소에서 다른 수감자와 다툰 뒤 병원에 입원한 상태였다. 이에 코니는 닉이 입원한 병원을 찾아가서, 간수의 눈을 피해 붕대를 칭칭 감은 닉을 데리고 나온다. 몇 번의 임기응변을 거쳐 코니와 닉은 도중에 만난 노파의 집에 몸을 숨긴다. 닉을 방에 재운 뒤에 노파의 손녀 크리스털과 TV를 보던 중 뉴스에 그들 형제의 강도 사건이 보도되자, 코니는 크리스털에게 키스를 해서 그녀의 눈을 돌린다. 그때 닉이 깨어나 난동을 부리기에 방에 가 보니, 사실 그 남자는 닉이 아닌 레이라는 이름의 전혀 다른 범죄자였으며, 코니가 잘못 데려온 것이었다.
레이는 코니와 비슷한 처지의 마약사범으로 친구와 함께 LSD를 팔다가 경찰에 추격을 받게 된 뒤, 놀이공원에 약을 숨기고 도망치다 차에 치어 병원 신세를 지게 된 것이었다. 그 말을 들은 닉은 LSD를 되찾아 약 판 돈을 나눠 가지자고 제안하고, 크리스털의 협력을 구해 차를 훔쳐 타고 놀이공원으로 향한다. 놀이공원에 도착한 뒤 크리스털은 차 안에 두고 코니와 레이는 귀신의 집 안으로 들어가 약을 찾았지만, 공원 경비원이 나타나 그들을 수색한다. 코니는 경비원을 때려눕힌 뒤 그의 옷을 입고 경찰이 도착하자 경비원 행세를 한다. 경비원에게는 LSD를 먹여서 혼수상태로 만들고는 경찰이 그를 연행해 가도록 한다. 차에 나와 코니를 찾던 크리스털이 경찰에게 붙들려 오자 코니는 그녀를 모르는 체 한다.
코니와 레이는 경비원의 맨션을 찾아가서 레이의 친구 칼리프에게 연락해 LSD를 처분하려 한다. 다음날 아침이 되어 칼리프가 나타나는데, 돈이 없는 채로 온 것을 알자 코니가 그를 일단 돌려 보낸다. 그 사이 코니는 레이를 따돌리고 약병을 들고 혼자 달아나려 한다. 그러나 밖을 나서다가 들이닥친 경찰의 추격을 받게 되도 결국 약병을 떨어뜨리고 붙잡힌다. 레이는 맨션 창문을 나와 벽을 타고 도망치려 하다가 추락한다. 코니는 경찰차 철창에 갇힌 신세가 된다.
한편 코니가 잡힌 후 닉은 다시 정신과 상담의를 만나고, 다른 지적장애인들과 함께 치료반에서 수업을 듣게 된다.

## 출연진
- 로버트 패틴슨 - 콘스턴틴 "코니" 니커스 역
- 베니 사프디 - 니컬러스 "닉" 니커스 역
- 제니퍼 제이슨 리 - 코리 엘먼 역
- 바크하드 압디 - 놀이공원 경비원 대시 역
- 버디 듀레스 - 레이 역
- 탈리아 웹스터 - 크리스털 역
- 네크로 - 칼리프 역
- 피터 버비 - 정신과 의사 역
- 술레이만 시 사바네 - 택시 운전사 역
- 필 카파도라 - 비밀 경찰 역
- 에릭 페이커트

## 개봉 정보
A24가 영화의 배급권을 취득했다. 2017년 칸 영화제의 황금종려상 경쟁 부문에 출품되었다. 2017년 8월 11일 미국 극장에 제한적 상영으로 개봉되었고, 이후 광역 개봉으로 확대되었다.
대한민국에서는 더쿱에서 배급하며 2018년 1월 4일 개봉하였다.